# Ischyodus
Ischyodus är ett utdött släkte av broskfiskar tillhörande subklassen Helhuvudfiskar, som innefattar dagens havsmusfiskar. Fossil har hittats i Europe (inklusive Ryssland), Nordamerika, och Nya zeeland.
Ischyodus var ganska lika dagens Chimaera monstrosa, som återfinns i atlanten och medelhavet. Precis som C. monstrosa, hade Ischyodus stora ögon, en lång pisk-liknande stjärtfena, små läppar, stora bröstfenor och ryggfena, och en ryggspik som växer ut framför ryggfenan. Spiken användes troligen till försvar mot rovdjur och kanske var giftig, som spiken på dagens havsmus är.
Tänder av arterna Ischyodus rayhaasi och Ischyodus dolloi har hittats vid ett flertal tillfällen på platser runtom i North Dakota.